# Dendrocolaptes
Dendrocolaptes és un gènere d'ocells de la família dels furnàrids (Furnariidae).

## Taxonomia
El gènere va ser introduït pel naturalista francès Johann Hermann l'any 1804. L'espècie tipus va ser designada posteriorment com a Dendrocolaptes certhia pel zoòleg anglès George Robert Gray el 1840. Segons la Classificació del Congrés Ornitològic Internacional (versió 2.5, 2010) aquest gènere està format per cinc espècies:
- Dendrocolaptes sanctithomae.
- Dendrocolaptes certhia - grimpa-soques barrat del Xingu.
- Dendrocolaptes picumnus - grimpa-soques variable.
- Dendrocolaptes hoffmannsi - grimpa-soques de Hoffmanns.
- Dendrocolaptes platyrostris - grimpa-soques del Planalto.